# Eiphosoma quadrilineatum
Eiphosoma quadrilineatum är en stekelart som först beskrevs av Cameron 1886.  Eiphosoma quadrilineatum ingår i släktet Eiphosoma och familjen brokparasitsteklar. Inga underarter finns listade i Catalogue of Life.